# Одинокий город
«Одинокий город: Упражнения в искусстве одиночества» (англ. The Lonely City: Adventures in the Art of Being Alone, 2016) — документальная книга британской писательницы Оливии Лэнг, выпущенная в 2016 году издательством Picador.
Была включена в шорт-лист The Gordon Burn Prize в 2016 году, а также в шорт-лист Премии Национального круга книжных критиков в 2017 году.

## О книге
В тридцать с лишним лет, вслед за предметом своей любви, писательница переезжает в Нью-Йорк, но, вскоре, её отношениям приходит конец. Будучи совершенно одной в большом, шумном и чуждом ей мегаполисе она сталкивается с настоящим одиночеством. Отдавшись этому чувству и полностью погрузившись в свои переживания, Оливия Лэнг вдруг осознает, что это одиночество способно не только к разрушению, но и к мотивации для работы над самой собой и своим внутренним «я».
В этой книге, на примере собственного опыта, исследуя тесную связь между личной жизнью и творчеством таких известных городских одиночек Нью-Йорка, как Эдвард Хоппер, Энди Уорхол, Клаус Номи, Генри Дарджер, Дэвид Войнарович и др., а также затрагивая темы социальной исключённости и стигматизации людей в обществе, британская писательница раскрывает социально-психологическую природу одиночества человека.
В одной из глав книги Оливия Лэнг описывает свою идею так :

И в те годы, и далее я обустраивала свою карту одиночества, сотворённую из нужды и интереса, слепленную и из моего опыта, и из чужого. Я хотела понять, что это значит - быть одиноким и как это устроено в жизнях других людей, попытаться отобразить сложные взаимоотношения между одиночеством и искусством.
— Оливия Лэнг, Одинокий город: Упражнения в искусстве одиночества

## Отзывы
Книга получила множество положительных отзывов от читателей, а также её оценили крупные издания, среди которых были The Guardian, The Telegraph, Independent  и The New York Times. Американская писательница Ханья Янагихара в своей статье от 10 июля 2016 года в журнале The New Yorker назвала это произведение «прекрасной книгой-мозаикой».

## В России
В России книга вышла в 2017 году в рамках совместной программы Музея современного искусства «Гараж» и издательства Ad Marginem Press. Тираж составил 2500 экземпляров. Переводчиком является Шаши Мартынова. Произведение упоминалось в статьях крупных русскоязычных интернет-изданий, а именно Meduza, The Village и Wonderzine, за что получило широкую популярность среди читателей.